# Grapevine Women's Tennis Classic 2011
Il Grapevine Women's Tennis Classic 2011 è stato un torneo di tennis facente parte della categoria ITF Women's Circuit nell'ambito dell'ITF Women's Circuit 2011. Il torneo si è giocato a Grapevine negli USA dal 31 ottobre al 6 novembre 2011 su campi in cemento e aveva un montepremi di 50 000 $.

## Vincitori

### Singolare
Kurumi Nara ha battuto in finale  Sesil Karatančeva con il punteggio di 1–6, 6–0, 6–3

### Doppio
Jamie Hampton /  Zhang Shuai hanno battuto in finale  Lindsay Lee-Waters /  Megan Moulton-Levy con il punteggio di 6–4, 6–0